# Poloniuro di promezio
Il poloniuro di promezio è un composto binario di formula PmPo.
È stato sintetizzato per la prima volta nel 1970 per sintesi diretta dagli elementi. Sono stati utilizzati gli isotopi 147Pm e 210Po scaldati a 850 °C per due ore.
La diffrazione dei raggi X ha evidenziato una struttura cristallina simile al cloruro di sodio (NaCl) con una costante di reticolo pari a 6,360 Å.